# CAF Oaris
CAF Oaris — модульна платформа для швидкісного поїзда, розроблена іспанським виробником CAF. 

## Технічні деталі
«Oaris» — модульний електропоїзд із розподіленою тягою, що дозволяє використовувати конфігурації з 4, 6 та 8 вагонів. 

Кожен автомобіль має один візок з електродвигуном на обох колісних парах і один безпривідний візок. 

Силове обладнання призначене для адаптації до всіх чотирьох основних систем повітряної електрифікації, які використовуються в Європі. 
Для поїзда ходова частина 1435 мм, 1668 мм (Іберійська колія) та змінної ширини. 

Корпуси «Oaris» були виготовлені з алюмінію. 

Довжина головних вагонів становить 26 780 мм, середніх — 24 780 мм , довжина потягу із 8 вагонів становить 202,24 м.
Поїзд оснащений двигунами потужністю 660 кВт (890 к. с.) , що дає загальну потужність 5 280 кВт (7 080 к. с.) у 4-вагонному потязі, 7 920 кВт (10 620 к. с.) у 6-вагонному та 10 560 кВт (14 160 к.с.) — 8-вагонному. 
Розрахункова швидкість становить 350 км/год, крейсерська максимальна швидкість 320 км/год.